# Network Operations Center

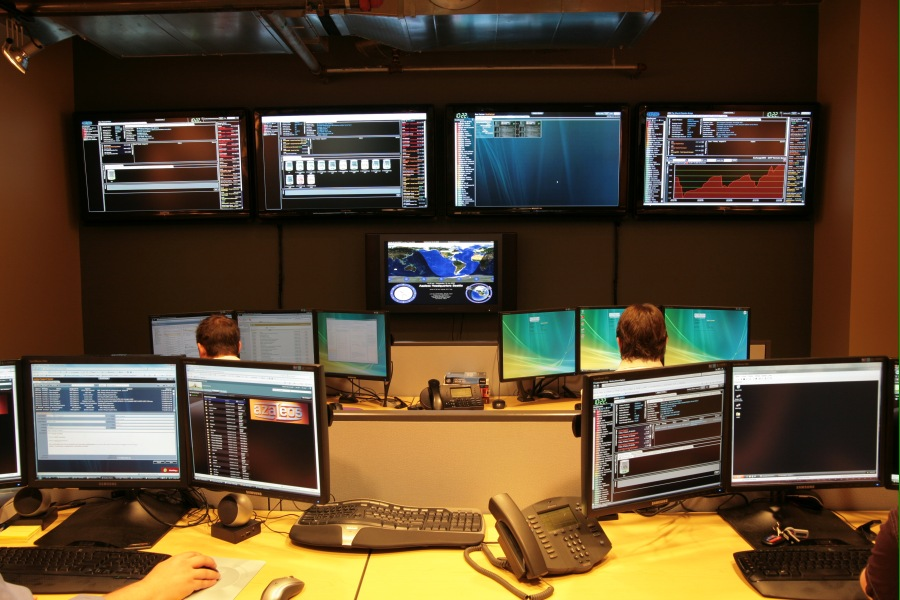
Network Operations Center

Ein Network Operations Center (NOC) dient der zentralen Betriebsüberwachung und -unterstützung eines Netzwerks oder vernetzter IT-Komponenten. Bei dem Netzwerk kann es sich insbesondere um ein Rechner-, ein Telekommunikations-Netzwerk oder ein Teil-Netzwerk handeln.
Im Falle eines Rechner-Netzwerks dient das NOC der Gewährleistung von EDV-Sicherheit; es leistet zentral die kontinuierliche Überwachung der Tätigkeiten der Firewall, der IDS und der Antivirusprogramme, sowie die Identifikation kritischer Schwachstellen. Oftmals werden, soweit möglich (teil-)automatisiert, umgehend Gegenmaßnahmen eingeleitet, um die Systemverfügbarkeit hoch zu halten.
Da die Verwaltung von IT- und Netzwerksicherheit eine Tätigkeit ist, die viel Zeit und Personal erfordert, ziehen es Unternehmen oft vor, den Dienst an andere Unternehmen zu übertragen, die im Bereich der Informationssicherheit und der Betriebsüberwachung spezialisiert sind.
Im Umfeld des Chaos Computer Club bezeichnet das NOC die Gruppe an Freiwilligen, die die Netzwerkinfrastruktur einer Veranstaltung aufbauen und betreiben.